# Vertagopus westerlundi
Vertagopus westerlundi är en urinsektsart som först beskrevs av Reuter 1898.  Vertagopus westerlundi ingår i släktet Vertagopus, och familjen Isotomidae. Arten är reproducerande i Sverige.